# Zovk
Zovk là một đô thị thuộc tỉnh Kotayk, Armenia. Dân số ước tính năm 2011 là 1028 người.